# Quirino (Ilocos Sur)
Quirino. antes conocido como Angaki, es un municipio de cuarta clase, situado en la provincia de Ilocos Sur en Filipinas. Según el censo de 2000, tiene 7.130 habitantes en 1.348 hogares.

## Barangays
Quirino cuenta con 9 barangays.
- Banoen
- Cayus
- Lamag
- Malideg
- Namitpit
- Patiacan a
- Legleg (Pob.)
- Suagayan
- Tubtuba